# Троцюк, Алексей Павлович
Алексе́й Па́влович Троцю́к (род. 30 ноября 1978, Брест, СССР) — российский сценарист и продюсер.

## Биография
Окончил Брестский политехнический институт по специальности «инженер-технолог машиностроения»..
1998—2002 — выступал в КВН, стал чемпионом Евролиги в составке команды «Отдел кадров» Брестского политехнического института (2001 г.), дважды становился чемпионом «Высшей лиги» в составе команды Белорусского государственного университета (в 1999 и 2001 годах).
2002—2005 — работал сценаристом на канале РЕН ТВ.
2005—2011 — работа на телеканале СТС в качестве сценариста и креативного продюсера. Занимался разработкой идей оригинальных ситкомов «Папины дочки» и «Игрушки», драмеди «Я лечу», скетчкома «ДаЁшь молодЁжь!».
С 2018 по 2020 год — генеральный продюсер телеканала «Супер».
Генеральный продюсер и член совета директоров студии «Yellow, Black and White».. Автор идеи скетчкома «Нереальная история».
Один из основателей и генеральный продюсер видеосервиса Start, запущенного в 2017 году. Автор идей скетчкома «Нереальная история», сериалов «Надежда», «Бывшие», «Большая секунда», «Вне игры».
Является генеральным продюсером сериалов: «Бывшие», «Вне игры», «Надежда», «Контейнер», «Кухня», «Лучше, чем люди», «Светофор», скетч-шоу «Даёшь молодёжь!» и «Одна за всех»; фильмов: «Холоп», «Текст», «Непосредственно Каха», «Кухня в Париже», «СуперБобровы», «Без границ», «Гуляй, Вася!», «Кухня. Последняя битва», «Последний богатырь», «Последний богатырь: Корень зла», «Отель „Белград“», «Вызов», Декабрь, «Отчаянные дольщики» и другие.
В июле 2021 года занял пост креативного директора «Мегафона».
Обладатель премий АПКиТ (сериалы «Шторм», «257 причин, чтобы жить»), ТЭФИ (сериал «ИП Пирогова»), НИКА (сериал «Шторм»), Золотой орел (фильм «Текст»).

## Творческая деятельность

### Продюсер
1. 2008—2014 — 6 кадров (3—5, 7—8 сезоны)
2. 2009—2013 — Даёшь молодёжь
3. 2009—2017 — Одна за всех
4. 2009—2010 — Видеобитва
5. 2009 — Неоплачиваемый отпуск
6. 2009—2016 — Шоу «Уральских пельменей»
7. 2010 — Однажды в милиции
8. 2010 — Галыгин.ру
9. 2010 — Слава Богу, ты пришёл! (5 сезон)
10. 2010 — Игрушки
11. 2010—2011 — Случайные связи
12. 2011—2016 — Светофор
13. 2011 — Мосгорсмех
14. 2011—2013 — Нереальная история
15. 2011—2013 — Люди Хэ
16. 2012 — Кто, если не я?
17. 2012 — Со мною вот что происходит
18. 2012—2013 — Папины дочки (19—20 сезоны)
19. 2012—2016 — Кухня
20. 2013 — Думай как женщина
21. 2013 — Местные новости
22. 2013—2015 — Последний из Магикян
23. 2013—2016 — Два отца и два сына
24. 2013 — Братья по обмену
25. 2014—2015 — Корабль
26. 2014 — Неформат
27. 2014 — Рецепт на миллион
28. 2014 — Кухня в Париже
29. 2014—2015 — Анжелика
30. 2014 — 17+
31. 2014 — Сын за отца
32. 2014 — Братья по обмену 2
33. 2014 — Любит — не любит
34. 2015 — Папа на вырост
35. 2015 — Это любовь
36. 2015 — Родители
37. 2015 — Без границ
38. 2015 — Как я стал русским
39. 2015—2017 — Мамочки
40. 2016 — Ставка на любовь
41. 2016 — СуперБобровы
42. 2016 — Страна чудес
43. 2016—2017 — Крыша мира
44. 2016—2017 — Отель Элеон
45. 2017 — Стройка
46. 2017 — Гуляй, Вася!
47. 2017 — Везучий случай
48. 2017 — Кухня. Последняя битва
49. 2017 — Бесстыдники
50. 2017 — Ивановы-Ивановы (1—2 сезоны)
51. 2017 — Бумеранг
52. 2017 — Последний богатырь
53. 2018 — Лапси
54. 2018 — Трудно быть боссом
55. 2018 — Вне игры
56. 2018 — Бывшие
57. 2018 — Гранд
58. 2018 — Смешное время
59. 2018 — Фитнес
60. 2018 — СуперБобровы. Народные мстители
61. 2019 — Завод
62. 2019 — Тобол
63. 2019 — Содержанки
64. 2019 — Лучше, чем люди
65. 2019 — ИП Пирогова
66. 2019 — Трезвый водитель
67. 2019 — Короче
68. 2019 — Шторм
69. 2019 — Текст
70. 2019 — Сторож
71. 2019 — Холоп
72. 2020 — Война семей
73. 2020 — Отель «Белград»
74. 2020 — 257 причин, чтобы жить
75. 2020 — Надежда
76. 2020 — Текст. Реальность
77. 2020 — Хороший человек
78. 2020 — Шерлок в России
79. 2020 — Непосредственно Каха
80. 2021 — Последний богатырь: Корень зла
81. 2021 — Вампиры средней полосы
82. 2021 — Последний богатырь: Посланник тьмы
83. 2022 — Алиса не может ждать
84. 2022 — Чёрная весна
85. 2023 — Дыхание
86. 2023 — Папины дочки. Новые
87. 2024 — Престиж

### Сценарист
1. 2003—2004 — Всё для тебя
2. 2004 — Факультет юмора
3. 2005 — Дорогая передача
4. 2005 — Студенты
5. 2005 — Туристы
6. 2005 — Фирменная история
7. 2006—2007 — 6 кадров (1—2 сезоны)
8. 2006—2008 — шоу импровизаций Слава Богу, ты пришёл! (1—2 сезоны)
9. 2006 — Папа на все руки
10. 2007 — Игры разума
11. 2007—2011 — Папины дочки (1—16 сезоны)
12. 2008 — Я лечу
13. 2010 — Однажды в милиции
14. 2010 — Игрушки
15. 2018 — Бывшие
16. 2021 — Большая секунда

### Актёр
1. 2004 — Девять жизней Нестора Махно
2. 2012 — Со мною вот что происходит — Игорь

## Награды
- ТЭФИ 2009 — в номинации «Сценарист телевизионного художественного сериала» (за ситком «Папины дочки»)[9].
- ТЭФИ 2011 — в номинации «Продюсер телевизионной программы» (за скетчком «Одна за всех»)[10]
- Золотой орёл 2020 — в номинации «Лучший фильм» (за фильм «Текст»)[11].